# Інститут проблем міцності імені Г. С. Писаренка НАН України
Інститут проблем міцності імені Г. С. Писаренка Національної академії наук України — науково-дослідна установа у складі Відділення механіки Національної академії наук України (скорочене найменування — ІПМіц. імені Г. С. Писаренка НАН України)

## Основні напрямки досліджень
- Граничний стан i критерії міцності матеріалів i конструкцій
- Розрахункові і експериментальні методи дослідження напружено-деформованого стану
- Механіка руйнування і живучість конструкцій
- Коливання неконсервативних механічних систем

## Історія створення Інституту
До початку 1950-х років у системі Академії наук УРСР набули значного розвитку дослідження в області порошкової металургії, що були зосереджені в лабораторії порошкової металургії і спеціальних сплавів Інституту чорної металургії АН УРСР, що знаходився в той час у Києві.
В ці роки почалося виготовлення методами порошкової металургії конструктивних елементів машин, призначених для роботи в умовах високих температур. Виникла нагальна потреба всебічного вивчення характеристик міцності як власне матеріалу, так і деталей, що виготовляються з нього, а також зіставлення характеристик конструктивної міцності з характеристиками матеріалів, виготовлених методами лиття або кування.
У зв'язку з цим з ініціативи І. М. Францевича (пізніше — академіка АН УРСР, директора Інституту металокераміки і спеціальних сплавів АН УРСР) для дослідження статичної і динамічної міцності матеріалів і елементів конструкцій, виготовлених методами порошкової металургії, було залучено Г. С. Писаренка, що працював у той час старшим науковим співробітником відділу динамічної міцності Інституту будівельної механіки АН УРСР. Для допомоги Г. С. Писаренку були виділені один інженер і один лаборант. Групі міцності були надані дві чотирьох-стійкові установки для випробування металевих зразків на тривалу міцність при температурах 850…1100 К. Це поклало початок розвитку досліджень міцності матеріалів і конструкцій у лабораторії металокераміки і спеціальних сплавів АН УРСР, що виділилася пізніше з Інституту чорної металургії АН УРСР.
На базі цієї лабораторії був створений Інститут металокераміки і спеціальних сплавів, який у 1964 р. був перейменований в Інститут проблем матеріалознавства АН УРСР.
Незважаючи на обмежені можливості, дослідження з проблем міцності в лабораторії металокераміки і спеціальних сплавів швидко розвивалися. Результати досліджень відрізнялися оригінальністю і знаходили усе більше застосування в промисловості.
Динамічному розвиткові досліджень в області високотемпературної міцності й коливань сприяло залучення талановитої молоді — випускників Київського політехнічного інституту, що складають у наш час[коли?] основне ядро висококваліфікованих наукових кадрів Інституту проблем міцності ім. Г. С. Писаренка Національної академії наук України.
Значне поповнення відділу, а потім сектора міцності Інституту проблем матеріалознавства АН УРСР висококваліфікованими науковими кадрами здійснювалося шляхом підготовки кандидатів наук через аспірантуру і пошукувачів як у відділі міцності, так і на кафедрі опору матеріалів Київського політехнічного інституту, керованої з 1952 р. Г. С. Писаренком.
Таким чином, до моменту створення Інституту проблем міцності АН УРСР було підготовано 25 кандидатів і 2 доктори наук, усього в секторі міцності наприкінці 1966 р. працювало 185 чоловік, 19 чоловік навчалося в аспірантурі.
Майже всі дисертаційні роботи (включаючи роботи аспірантів кафедри опору матеріалів Київського політехнічного інституту) були виконані в секторі міцності Інституту проблем матеріалознавства АН УРСР, а створені при цьому експериментальні установки (як правило, оригінальні) склали основну експериментальну базу майбутнього Інституту проблем міцності АН УРСР.
Наукова діяльність відділу, а потім сектора міцності Інституту проблем матеріалознавства АН УРСР у період, що передував створенню на його базі спеціалізованого Інституту проблем міцності АН УРСР, була зосереджена на розвитку наступних основних напрямків:
- міцність керамічних матеріалів при різних видах навантаження в умовах впливу високих (до 3300 К) температур;
- міцність і твердість тугоплавких матеріалів у вакуумі при температурах до 2300 К;
- циклічна міцність і демпфіруючі властивості матеріалів, що використовуються у турбобудуванні;
- міцність теплозахисних матеріалів, що використовуються у космічній техніці.

Вибір такої тематики в той час був обумовлений необхідністю рішення конкретних питань міцності, що виникають при створенні таких об'єктів сучасної техніки, як атомні енергетичні установки, нові типи літальних апаратів, парові й газові турбіни, спецтехніка і т.ін. При створенні цієї техніки матеріали, що були використані в ній, піддавалися впливам високих і низьких температур, радіаційних полів, вакууму, корозії, нестаціонарних, у тому числі циклічних і тривалих статичних, теплових і силових навантажень тощо При цьому використовувалися нові класи матеріалів, характеристики фізико-механічних властивостей яких і критерії руйнування, що враховують реальні умови їхньої експлуатації у цій техніці, не були вивчені і розроблені. Усе це вимагало істотного розвитку досліджень із цього наукового напрямку.
Науковий колектив, що сформувався в секторі міцності Інституту проблем матеріалознавства АН УРСР, відомий до 1960-х років своїми роботами в області високотемпературної міцності, міг забезпечити рішення зазначених актуальних проблем, однак можливості його в рамках сектора не могли бути цілком реалізовані. З ініціативи керівника сектора міцності Інституту проблем матеріалознавства Г. С. Писаренка, підтриманої президентом АН СРСР академіком М. В. Келдишем і президентом АН УРСР академіком Б. Є. Патоном, Рада Міністрів УРСР 30 липня 1966 р.  [Архівовано 29 червня 2016 у Wayback Machine.]
прийняла постанову про створення на базі сектора міцності Інституту проблем матеріалознавства АН УРСР у системі Академії наук УРСР Інституту проблем міцності.
Відповідно до постанови Президії Академії наук УРСР від 14 вересня 1966 р. сектор міцності був виведений зі складу Інституту проблем матеріалознавства АН УРСР і на його базі був створений Інститут проблем міцності АН УРСР. Очолив Інститут академік АН УРСР Г. С. Писаренко. Заступником директора Інституту по науковій праці був призначений В. Т. Трощенко, ученим секретарем Інституту — Р. І. Куріат.
Спочатку Інститут був введений до складу Відділення математики, механіки й кібернетики, з 1983 р. він входить до складу Відділення механіки НАН України.
Перед Інститутом проблем міцності АН УРСР була поставлена задача проведення теоретичних і експериментальних досліджень, спрямованих на встановлення критеріїв міцності і несучої здатності матеріалів і елементів конструкцій, а також на підвищення їх міцності щодо новітніх галузей техніки з урахуванням конструктивно-технологічних факторів, виду напруженого стану і реальних режимів силового й теплового навантаження в широкому діапазоні температур.
В момент створення Інституту в ньому функціонували такі наукові відділи:
- міцності при високих температурах (зав. відділом Руденко В. М.);
- міцності при низьких температурах (зав. відділом Новиков М. В.);
- повзучості і тривалої міцності (з 4.01.1968 р.- зав. відділом Ковпак В. І.);
- фізичних основ міцності (з 16.10.1968 р. — зав. відділом Красовський А. Я.);
- несучої здатності конструкцій (зав. відділом Козлов І. А.);
- міцності матеріалів і конструкцій при імпульсних і вібраційних

навантаженнях (зав. відділом Писаренко Г. С.);
- міцності конструкцій у теплових полях і газових потоках (зав. відділом Третьяченко Г. М.);
- міцності неметалічних і металокерамічних матеріалів (зав. відділом Ісаханов Г. В.);
- втоми і термовтоми матеріалів (зав. відділом В. Т. Трощенко);
- звукових і ультразвукових методів дослідження міцності (зав. відділом Кузьменко В. О.);

У 1971—2004 рр. структура наукових відділів зазнала ряд змін, обумовлених необхідністю розвитку пріоритетних наукових напрямків діяльності Інституту. Ряд наукових відділів був розформований, створені нові відділи, уточнена тематика наукових досліджень створених раніше відділів.
З 1988 р. по 2012 р. Інститут очолював академік НАН України В. Т. Трощенко. Засновник Інституту академік НАН України Писаренко Г. С. протягом 1988—2001 років був Почесним директором Інституту.
Відзначаючи велику роль у створенні й розвитку Інституту видатного вченого в області міцності, засновника і багаторічного першого директора Інституту академіка НАН України Г. С. Писаренка, а також з огляду на його особистий внесок у прогрес вітчизняної науки, Президія НАН України своєю постановою № 248 від 23.10.2002 р. присвоїла Інститутові проблем міцності ім'я Г. С. Писаренка.
Заступниками директора Інституту з наукової роботи були В. Т. Трощенко (1966—1988), Новиков М. В. (1968—1972), В. В. Матвєєв (1977—1988), а в період з 1988 р. по 1999 р. — В. О. Стрижало і В. О. Борисенко; з 1999 р. по 2011 р. — П. П. Лепіхін і В. В. Харченко. Ученим секретарем Інституту є С. О. Тарасовська.
З 1973 р. по 2022 р. на різних посадах Інституту, в тому числі директорській, працював професор Анатолій Зіньковський (1949—2022).

## Інститут сьогодні
Інститут проблем міцності імені Г. С. Писаренка Національної академії наук України (повне найменування), ІПМіц. імені Г. С. Писаренка НАН України (скорочене найменування), далі — Інститут, є ланкою науково-дослідної діяльності і організаційної структури Національної академії наук України.
Інститут, створений згідно з постановою Президії Академії наук УРСР від 14 вересня 1966 року № 211 на базі сектора міцності інституту проблем матеріалознавства АН УРСР, функціонує як наукова установа з 1 жовтня 1966 року. До 1991 р. іменувався як інститут проблем міцності Академії наук УРСР, з 1991 р. по 1994 р. — Інститут проблем міцності Академії наук України, з 1994 р. по 2002 р. — Інститут проблем міцності Національної академії наук України; постановою Президії НАН України від 23.10.2002 р. № 248 Інституту присвоєно ім'я видатного ученого-механіка, засновника і довголітнього першого директора Інституту академіка НАН України Г. С. Писаренка.
Інститут перебуває у складі Національної академії наук України і входить до складу Відділення механіки НАН України та підпорядковується йому.
Інститут є державною бюджетною неприбутковою науковою установою з правами юридичної особи. У своїй діяльності він керується чинним законодавством України, Статутом та нормативними актами Національної академії наук України, Статутом інституту.
Інститут укладає у встановленому порядку угоди і договори про наукове та науково-технічне співробітництво з організаціями, в тому числі зарубіжними й міжнародними, здійснює зовнішньоекономічну діяльність.
В Інституті функціонує 10 наукових і один науково-технічний відділ. У підрозділах Інституту в наш час[коли?] працює 375 співробітників, у тому числі власне в інституті 290 i 85 в СКТБ. Наукових співробітників — 148, у тому числі 3 академіки НАН України (В. Т. Трощенко, А. О. Лебедєв, В. В. Матвєєв), 2 чл.-кор. НАН України (А. Я. Красовський, В. О. Стрижало), 38 докторів, 59 кандидатів наук. В аспірантурі інституту навчається 15 аспірантів.
Інститут проводить дослідження за такими науковими напрямками, що затверджені постановою Президії Національної академії наук України № 243 в_д 26.09.2007 р.:
- граничний стан і критерії міцності матеріалів і конструкцій;
- розрахункові й експериментальні методи дослідження напружено-деформованого стану;
- механіка руйнування й живучість конструкцій;
- коливання неконсервативних механічних систем.

Розвиток цих наукових напрямків містить у собі дослідження граничного стану і критеріїв міцності елементів конструкцій енергетичного і транспортного машинобудування, авіаційної і ракетно-космічної техніки, теплової і атомної енергетики, що працюють в екстремальних умовах; цілісності і живучості матеріалів і конструкцій із тріщиноподібними дефектами при статичному і циклічному термомеханічному навантаженні; вібраційної надійності механічних систем; розробку методів розрахунку і дослідження напружено-деформованого стану елементів конструкцій з урахуванням впливу технологічних, експлуатаційних і інших факторів, що супроводжують їх експлуатацію; дослідження методами неруйнівного контролю технічного стану експлуатованих конструкцій і розробку розрахункових та інструментальних методів визначення їх залишкового ресурсу на стадіях розвитку розсіяного і локалізованого пошкодження.
Практична спрямованість досліджень Інституту в останні роки трохи змінилася. Якщо раніше результати досліджень Інституту були зосереджені на науково-технічному супроводі створюваних нових конструкцій в ракетній і космічній техніці, авіадвигунобудуванні, то в наш час[коли?] результати досліджень зосереджені, в основному, на оцінці залишкового ресурсу й обґрунтуванні можливостей подальшої безпечної експлуатації устаткування атомної і теплової енергетики, магістральних нафто-, газо- й продуктопроводів, нафтопереробних і хімічних заводів, залізничного транспорту тощо
Усього за час функціонування інституту, починаючи з 1966 р., проведено більше 80 наукових форумів. Інститут постійно розробляє нові методи експериментальних досліджень і створює випробувальні установки і стенди для їх реалізації при дослідженні процесів ушкодження і руйнування металевих і неметалевих конструкційних матеріалів, що використовуються у газотурбобудуванні, атомній енергетиці, авіа- i суднобудуванні, космонавтиці, при будівництві магістральних нафто- i газопроводів, автомобілебудуванні, сільськогосподарському машинобудуванні, будівництві. Разом із СКТБ інститутом створено більш ніж 150 оригінальних випробувальних установок (окремі типи — невеликими серіями) для дослідження міцності матеріалів і несучої здатності елементів конструкцій.
Інститут є засновником ряду організацій, науково-технічних центрів, спільних підприємств, лабораторій, що спеціалізуються на проведенні різних прикладних досліджень із тематики Інституту.

## Наукові відділи

### Механіки конструкційних матеріалів
Завідувач відділом — Тарасовська Світлана Олександрівна, кандидатка технічних наук.
Розробка фізично і експериментально обґрунтованих моделей статичного та динамічного деформування матеріалів і критеріїв міцності, розрахункове і експериментальне дослідження напружено-деформованого стану та несучої здатності елементів конструкцій з урахуванням впливу середовища, температурно-силового режиму навантаження і удосконалення на основі отриманих результатів методів розрахунку на міцність машин і споруд.

### Міцності матеріалів і елементів конструкцій при кріогенних температурах
Конструкційна міцність та руйнування металів при кріогенних температурах. Критерії несучої здатності кріогенних посудин тиску. Механізми деформування та критерії граничного стану конструкційних сплавів в умовах глибокого охолодження та при електромагнітній дії. Методи неруйнівного контролю (метод АЕ). Розробка моделей деформування і методів оцінки граничного стану шаруватих композитних матеріалів за низьких та кріогенних температур.

### Міцності матеріалів і елементів конструкцій в термосилових полях і газових потоках
Завідувач відділом — Буйських Костянтин Павлович, кандидат технічних наук.
Дослідження кінетики й механізмів ушкодження металевих і неметалевих матеріалів, у тому числі з покриттями, при термомеханічному навантаженні; розробка експериментальних і аналітичних методів оцінки несучої здатності, встановлення критеріїв граничного стану й прогнозування довговічності елементів конструкцій при термомеханічному навантаженні в агресивних середовищах.

### Коливань і вібраційної надійності
Завідувач відділом — Деркач Олег Леонідович, кандидат технічних наук.
Дослідження закономірностей коливань конструктивних елементів та вузлів роторних систем з урахуванням їх конструктивних особливостей та дії зовнішніх факторів, в тому числі потоку, і розробка методик визначення нестаціонарних аеродинамічних характеристик, стійкості систем до флатеру та аналізу їх резонансних коливань.
Теоретичні та експериментальні дослідження нелінійних коливань дисипативних механічних систем та міцності матеріалів і елементів конструкцій в екстремальних умовах циклічного навантаження та розробка методів підвищення вібраційної надійності і довговічності високонапружених елементів конструкцій і машин.

### Високочастотних методів дослідження міцності і дефектності матеріалів
Завідувач відділом — Писаренко Георгій Георгійович, доктор технічних наук.
Дослідження втоми, пошкоджуваності й дефектності металевих і неметалевих конструкційних матеріалів при високих частотах навантаження; дослідження закономірностей зміцнення й руйнування конструкційних матеріалів.

### Чисельних і експериментальних методів дослідження конструкційної міцності
Завідувач відділом — Кондряков Євген Олександрович, кандидат технічних наук.
Розробка методик і програмного забезпечення розрахунків напружено-деформівного стану, міцності й довговічності відповідальних об'єктів сучасної техніки з урахуванням дефектів (тріщин). Розробка методик і устаткування для експериментального вивчення деформування і руйнування матеріалів і елементів конструкцій при різних видах статичного й динамічного термосилового навантаження. Розробка критеріїв граничного стану й дослідження міцності, пластичності (деформівності), тріщиностійкості металевих і композиційних матеріалів у широкому діапазоні температур (290… 3300 К) і швидкостей деформування.

### Втоми і термовтоми матеріалів
Завідувач відділом — Герасимчук Олег Миколайович, доктор технічних наук.
Дослідження втоми і термовтоми матеріалів і елементів конструкцій в широкому діапазоні температур (4-1000 К), вивчення природи втомного руйнування в залежності від напруженого стану, температурних умов, режиму циклічного навантаження тощо; розробка прискорених методів випробувань на втому і рекомендації з підвищення міцності і надійності елементів конструкцій при різноманітних умовах роботи. Дослідження умов переходу від втомного до крихкого руйнування. Дослідження опору втомі зразків і конструкційних елементів в умовах програмного навантаження при кімнатній і високих температурах; дослідження опору втомі зразків і робочих лопаток ГТД в умовах комплексного термомеханічного навантаження; розробка методів розрахунку напружено-деформованого стану і його кінетики у зразках і турбінних лопатках в пружно-пластичній постановці при комплексному термомеханічному циклічному навантаженні.

### Міцності конструкцій з крихких матеріалів.
Завідувач відділом — Родічев Юрій Михайлович, кандидат технічних наук.
Дослідження закономірностей міцності й надійності конструкцій з крихких матеріалів, обґрунтування оптимальних конструкцій і технологій їх виробництва і нових сфер впровадження замість металу, пластмас, деревини й інших дефіцитних конструкційних матеріалів.

### Лабораторія міцності і руйнування за умов ударного та імпульсного навантаження
Завідувач лабораторії — Широков Андрій Володимирович, кандидат технічних наук.
Дослідження закономірностей непружного нестаціонарного деформування і руйнування, встановлення критеріїв граничного стану матеріалів, елементів конструкцій при дії ударного, вибухового та інших видів імпульсного навантаження.